# Justicia blechoides
Justicia blechoides är en akantusväxtart som först beskrevs av Gustav Lindau, och fick sitt nu gällande namn av William Thomas Stearn. Justicia blechoides ingår i släktet Justicia och familjen akantusväxter. Inga underarter finns listade i Catalogue of Life.